# Rosenbergiodendron reflexum
Rosenbergiodendron reflexum är en måreväxtart som beskrevs av Charlotte M. Taylor och David H. Lorence. Rosenbergiodendron reflexum ingår i släktet Rosenbergiodendron och familjen måreväxter. Inga underarter finns listade i Catalogue of Life.